# Nonnula sclateri
Nonnula sclateri là một loài chim trong họ Bucconidae.